# Caso della jogger di Central Park
Il caso della jogger di Central Park è un fatto di cronaca nera che registrò l'aggressione e lo stupro di Trisha Meili, una donna di 28 anni che stava praticando jogging, a cui fecero seguito altri attacchi a persone, tutti avvenuti a New York, in Central Park, il 19 aprile 1989. L'aggressione lasciò la jogger in coma per 12 giorni. La serie di aggressioni di quella notte, a giudizio del New York Times, fu "uno dei crimini di più ampia risonanza degli anni ottanta".
In seguito ai fatti, furono arrestati due giovani quattordicenni, Kevin Richardson e Raymond Santana Jr. (il primo afroamericano, l'ultimo di origine ispanica), insieme a molti altri ragazzini. Il giorno dopo furono portati in stazione due giovani quindicenni: Antron McCray e Yusef Salaam (entrambi afroamericani). Fu arrestato anche un quinto giovane, il sedicenne Korey Wise, anche lui afroamericano, che aveva seguito l'amico Salaam alla stazione di polizia. Dopo essere stati trattenuti e sottoposti a un durissimo interrogatorio, senza l'assistenza di avvocati né la presenza dei genitori, i ragazzi furono indotti a confessare lo stupro della jogger. Nonostante l'assenza di prove, furono mandati a processo sulla base della sola confessione, con l'accusa di aggressione, rapina, rivolta, stupro, abuso sessuale e tentato omicidio. Furono giudicati colpevoli di diversi crimini dalle giurie di due processi separati nel 1990.
Antron McCray, Yusef Salaam, Kevin Richardson e Raymond Santana Jr. furono condannati a scontare tra i 5 e i 10 anni di carcere poiché al momento dell'accusa erano minorenni. Invece Korey Wise che al momento dell'accusa aveva 16 anni (la maggiore età secondo lo stato di New York), fu condannato a una sentenza in prigione dai 5 ai 15 anni. Per quattro sentenze fu proposto appello, ma le condanne furono confermate. I quattro ragazzi minorenni hanno tutti scontato condanne tra i 6 e 8 anni, mentre Wise, che non era minorenne nel 1989, ha scontato la condanna più dura ed è rimasto in carcere più di 13 anni, subendo violenze e maltrattamenti.
Nel 2002 Matias Reyes, un giovane ispanico che si trovava in carcere con Wise, confessò di essere stato lui a stuprare la jogger e le impronte genetiche confermarono il suo coinvolgimento. Disse inoltre di aver compiuto lo stupro da solo. Al momento della confessione, Reyes era stato condannato all'ergastolo, riconosciuto come stupratore seriale e assassino. Non subì un processo per lo stupro della Meili perché nel frattempo era già intervenuta la prescrizione del reato. Il procuratore distrettuale dello stato di New York, Robert Morgenthau, richiese quindi che le condanne dei cinque fossero revocate e le accuse ritirate, cosa che avvenne quello stesso anno.
Nel 2003 i cinque ingiustamente condannati intentarono una causa nei confronti della città di New York per azione penale malevola, discriminazione razziale e stress emotivo. La città, sotto l'amministrazione di Michael Bloomberg, rifiutò per un decennio di negoziare un risarcimento in quanto gli avvocati della città ritenevano sicura la vittoria della causa. L'ipotesi di un accordo assunse consistenza solo quando Bill de Blasio, eletto sindaco di New York, ne affermò la necessità: nel 2014 la città si accordò con le vittime del caso per un risarcimento da 41 milioni di dollari. In seguito, i cinque hanno cercato di ottenere ulteriori 52 milioni di dollari di risarcimento, ma nel 2016 hanno accettato una transazione per una cifra inferiore.

## Storia

### La vittima

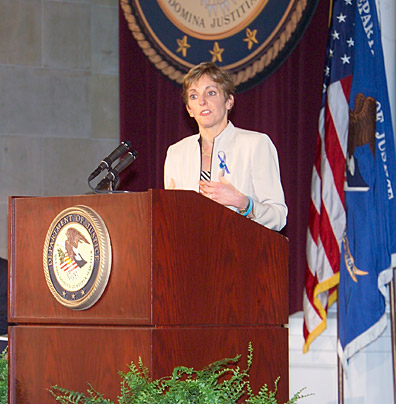
Trisha Meili nel 2005.

La vittima, l'allora ventottenne Trisha Ellen Meili, viveva nell'83ª strada tra York Avenue e la East End Avenue nell'Upper East Side di Manhattan. All'epoca dell'attacco era vicepresidente nel dipartimento di finanza aziendale della banca d'investimento di Salomon Brothers. Pesava meno di 45 kg. Era nata a Paramus, nel New Jersey, e crebbe nel benestante sobborgo di Pittsburgh Upper St. Clair, in Pennsylvania. È la più giovane dei tre figli di John, senior manager alla Westinghouse, e Jean Meili, membro del consiglio scolastico. Frequentò la Upper St. Clair High School, diplomandosi nel 1978.
Ha studiato economia al Wellesley College, dove ricevette un B.A. nel 1982. Il presidente del dipartimento di economia della Wellesley disse: "Era brillante, probabilmente una delle migliori 4 o 5 studentesse del decennio." Nel 1986, ottenne un master da Yale e un master in business administration dalla Yale School of Management. Dall'estate del 1986 lavorava prima come associata e poi come vicepresidente nel dipartimento di finanza aziendale della Salomon Brothers.
La Meili fu chiamata da molti media all'epoca semplicemente come "la jogger di Central Park". Tuttavia, due emittenti televisive locali riportarono il suo nome nei giorni seguenti l'aggressione e due giornali destinati alla comunità afroamericana, il The City Sun e l'Amsterdam News, più la stazione radio di proprietà afroamericana WLIB, continuarono a chiamarla per nome durante gli sviluppi del caso.
Nell'aprile 2003 la Meili confermò la sua identità ai media, pubblicando un libro intitolato I Am the Central Park Jogger, e iniziò una carriera come speaker motivazionale. Lavora con le vittime di aggressioni sessuali e lesioni cerebrali nel programma di intervento antiviolenza del Mount Sinai. Continua a manifestare dei sintomi post-aggressione, tra cui l'amnesia.

### L'aggressione
Tra le 9 e le 10 di sera del 19 aprile 1989, all'incirca 30 giovani commisero aggressioni, attacchi e rapine nella zona più a nord di Central Park, a New York. Le aggressioni alla Meili e ad altre persone quella notte furono, secondo il The New York Times, "uno dei crimini di più ampia risonanza degli anni ottanta".
Trisha Meili, ventottenne consulente finanziaria, andò a correre come sua abitudine a Central Park poco prima delle nove di sera. Mentre faceva jogging, fu buttata a terra, trascinata o inseguita per circa 90 metri, e aggredita con violenza. Fu stuprata, sodomizzata e picchiata. Venne ritrovata nuda, imbavagliata, legata, ricoperta da fango e sangue, circa quattro ore dopo, verso l'una e mezza di notte in un fosso poco profondo in una zona boscosa del parco all'incirca 100 metri a nord della 103ª Street Transverse. Il poliziotto che la vide per prima disse: "Era stata picchiata come nessun altro che avevo visto fino ad ora. Sembrava fosse stata torturata". Rimase in stato comatoso per 12 giorni. Era stata soggetta a pesante ipotermia, seri danni al cervello, shock emorragico di classe 4 (il più grave), perdita dell'80% del sangue a causa di 5 ferite da accoltellamento e un taglio profondo alla coscia, oltre che da emorragia interna. Il cranio le era stato fratturato a tal punto che l'occhio sinistro era uscito dall'orbita oculare, ed era stato fratturato in 21 punti, riportando inoltre diverse fratture facciali. Secondo la prognosi iniziale la Meili sarebbe morta e pertanto ricevette l'estrema unzione. La polizia registrò l'attacco come probabile omicidio. Nella migliore delle ipotesi, secondo i medici sarebbe rimasta in coma permanente a causa della gravità delle lesioni ma uscì dal coma dopo 12 giorni, e passò diverse settimane al Metropolitan Hospital ad East Harlem. Una volta uscita dal coma, era inizialmente incapace di parlare, leggere e camminare.
Fu trasferita agli inizi di giugno al Gaylord Hospital, un centro di terapia intensiva a Wallingford nel Connecticut, dove passò sei mesi. A metà luglio ricominciò a camminare. Ritornò al lavoro otto mesi dopo l'aggressione. Sorprendentemente recuperò quasi completamente rimanendo con alcune disabilità permanenti legate all'equilibrio e alla perdita della vista. Come risultato del grave trauma, non ha mai avuto ricordi dell'aggressione o degli eventi accaduti fino a un'ora prima, e nemmeno delle sei settimane successive.
Il crimine provocò altissima indignazione pubblica. Il governatore di New York Mario Cuomo disse al New York Post: "Questo è l'ultimo grido d'allarme."

## Le indagini

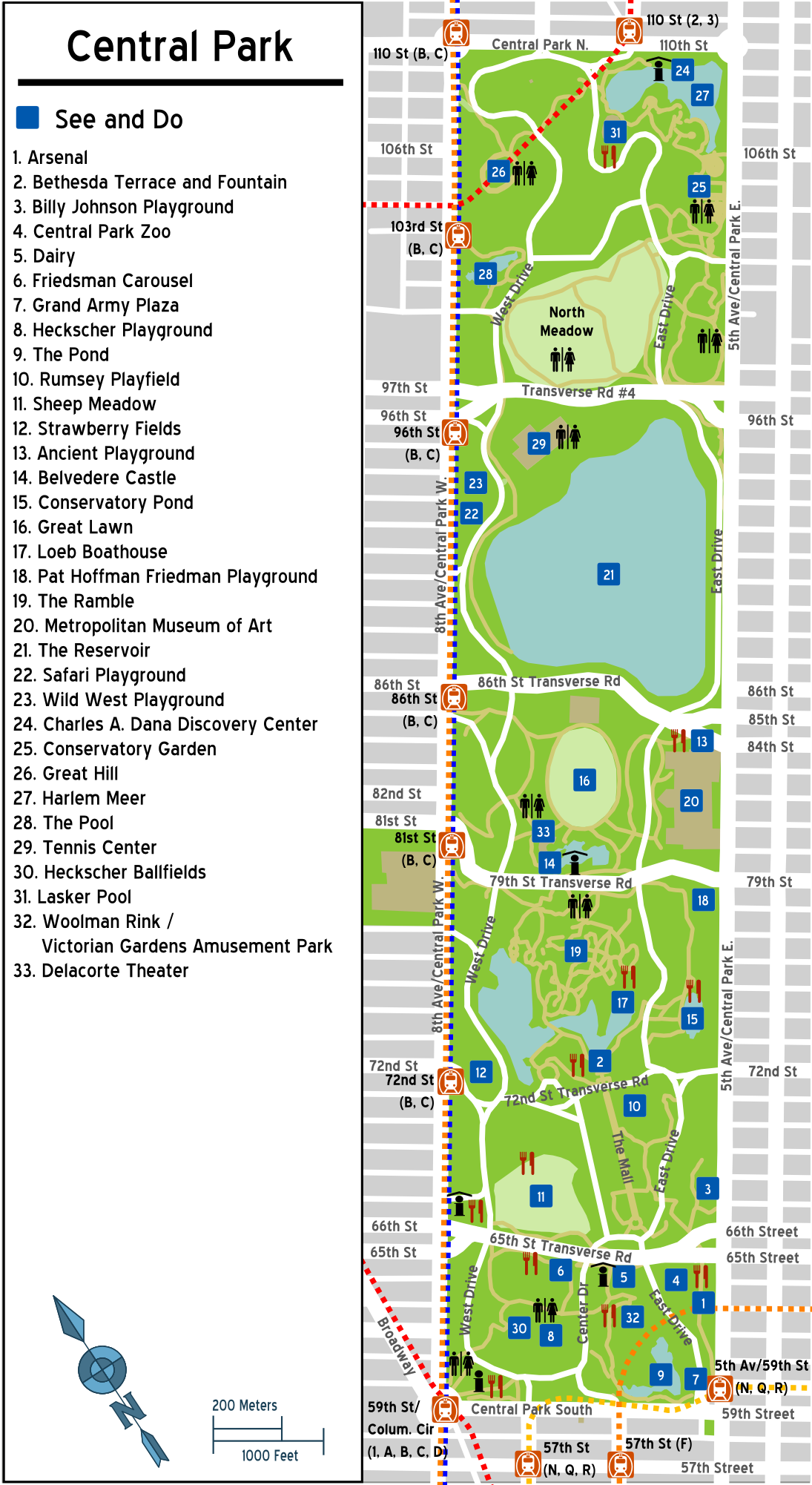
Mappa di Central Park con i suoi punti di interesse

I principali sospettati dalla polizia furono le gang di adolescenti che erano use aggredire sconosciuti come parte di azioni chiamate "wildings"; un termine che gli investigatori di New York City dissero che i sospettati utilizzavano per descrivere le loro azioni alla polizia. Questa dichiarazione è stata contestata da alcuni giornalisti, secondo i quali il termine ha origine da un'incomprensione da parte dei poliziotti di un termine usato da alcuni sospettati nella frase "doing the wild thing", testo di una canzone del rapper Tone Lōc Wild Thing.
Il 19 aprile avvennero svariati attacchi da parte di varie bande. Un gruppo di oltre 30 giovani, inclusi i sospettati che vivevano ad East Harlem, entrarono a Central Park da un'entrata di Harlem, vicino Central Park North, all'incirca alle 9 di sera. Aggredirono e picchiarono gruppi di persone mentre procedevano verso sud, verso Central Park's East Drive, tra le 21 e le 22. Tra la 105ª e la 102ª strada attaccarono diversi ciclisti, lanciarono pietre a un taxi, e aggredirono un uomo che stava camminando buttandolo a terra, picchiandolo, derubandolo e lasciandolo senza sensi. Un professore che stava correndo fu pesantemente picchiato e preso a calci, tra le 21.45 e le 21.50. Un altro jogger fu aggredito alla 97ª strada verso la zona a nordest della JKO Reservoir, verso le 22, fu colpito alla schiena con un bastone. Presero poi a pugni un altro uomo lasciandolo senza sensi, colpendolo con un tubo di metallo e pietre, e prendendolo a calci in testa. Un poliziotto testimoniò che un altro jogger, che disse di essere stato aggredito da 4-5 giovani afroamericani, sanguinava così tanto che sembrava "si fosse versato addosso un secchio di sangue".
Scooter e auto della polizia, chiamate verso le 21.30, arrestarono Raymond Santana e Kevin Richardson insieme ad altri giovani all'incirca alle 22.15 a Central Park West e sulla 102ª. Antron McCray, Yusef Salaam, e Korey Wise furono interrogati successivamente, dopo essere stati identificati da altri giovani come aggressori o presenti in alcuni attacchi. Contrariamente alle normali procedure di polizia, secondo le quali i nomi dei sospettati sotto i sedici anni non devono essere resi pubblici, i nomi degli arrestati furono rilasciati ai mezzi d'informazione ancora prima che ognuno di essi fosse formalmente accusato, incluso quello di un quattordicenne la cui posizione fu chiarita in seguito. La decisione dei media di riportare nomi, foto e indirizzi dei giovani sospettati e di non rivelare l'identità della Meili fu descritta dagli editori del City Sun e dell'Amsterdam News come il motivo per cui essi al contrario ne riportarono il nome per tutta la copertura della vicenda. I cinque giovani furono interrogati per ore. Con un genitore o un tutore presente Santana, McCray, e Richardson fecero delle dichiarazioni video. Wise rilasciò alcune dichiarazioni, di sua spontanea volontà, in ottemperanza con la legge. Salaam disse alla polizia di avere 16 anni e mostrò un documento che lo confermava, permettendo alla polizia di interrogarlo senza genitori presenti. Dopo che la madre di Salaam arrivò, la polizia fermò l'interrogatorio, ma le dichiarazioni precedenti furono ammesse come testimonianza.
Inoltre stando a cosa ha detto la polizia, prima ancora che lo stupro della jogger fosse scoperto, uno dei ragazzi trattenuti dalla polizia, Clarence Thomas, mentre sedeva nel retro di una volante, disse che non era stato lui a commettere l'omicidio ma sapeva che era stato Antron McCray; Kevin Richardson, che sedeva accanto a lui, confermò dicendo che era stato Antron a commetterlo. Più tardi, dopo che Raymond Santana fu interrogato riguardo allo stupro e mentre veniva portato verso un altro distretto di polizia, di sua volontà dichiarò sempre stando a ciò che disse la polizia: "Non ho niente a che fare con lo stupro. Tutto quello che ho fatto è stato toccarle le tette."
Tutti e cinque confessarono di aver commesso svariate aggressioni nel parco quella notte, implicandosi a vicenda. Nessuno dei cinque confessò di aver stuprato la jogger, ma tutti dissero di essere stati complici dell'autore dello stupro. Tutti e cinque dichiararono di aver aiutato a legare la jogger, o di averla toccata, mentre uno o altri la stupravano. Antron McCray disse che "un ragazzo di Porto Rico che indossava una felpa con cappuccio" era stato quello che l'aveva stuprata. Mentre era in carcere a Rikers Island, Korey Wise stando a ciò che disse la polizia disse alla sorella maggiore di un suo amico, secondo quello che la ragazza rivelò, che lui aveva solo tenuto giù la ragazza. Yusef Salaam rilasciò solo dichiarazioni orali, rifiutandosi di firmare una confessione o di rilasciare testimonianza video. Salaam fu tuttavia implicato dalle dichiarazioni degli altri quattro, e venne condannato.
Altri sei furono accusati di aver commesso dei crimini nel parco quella notte. Si dichiararono colpevoli, e ricevettero condanne tra sei mesi e quattro anni e mezzo.
I difensori di Salaam in appello sottolinearono come fosse stato trattenuto dalla polizia senza che fossero stati presenti genitori o tutori, ma fu fatto notare che Salaam inizialmente mentì alla polizia dicendo di avere 16 anni, mostrando una tessera dei mezzi pubblici che indicava falsamente che avesse 16 anni. Quando Salaam ammise infine la sua età, la polizia permise alla madre di presenziare all'interrogatorio. Nonostante tutti i sospettati escluso Salaam avessero confessato in un video alla presenza di genitori o tutori, ritrattarono le loro dichiarazioni dopo alcune settimane, dicendo di essere stati intimiditi e costretti a dichiarare il falso. Gli investigatori avrebbero usato dei trucchi per convincere i sospettati a confessare, con Salaam che confessò solo dopo che gli fu detto che le sue impronte digitali erano state ritrovate sui vestiti della vittima. Secondo Salaam, "li ho sentiti picchiare Korey Wise nella stanza accanto," e "venivano da me, mi guardavano e mi dicevano: 'lo sai che sei il prossimo.' La paura mi faceva sentire come se non sarei stato in grado di farcela." Mentre le confessioni erano state riprese, le ore di interrogatorio precedenti non lo furono.
Le analisi del DNA indicarono subito che il DNA recuperato sulla scena non corrispondeva a nessuno dei sospettati e che proveniva da una singola persona non ancora identificata. Dal momento che non c'era DNA che collegava i sospettati al caso, l'accusa si basava unicamente sulle loro confessioni.
Uno dei sostenitori dei sospettati, il Reverendo Calvin O. Butts della Abyssinian Baptist Church ad Harlem, disse al The New York Times, "La prima cosa che fai negli Stati Uniti d'America quando una giovane donna bianca viene stuprata è prendere un gruppetto di giovani neri, e questo è quello che penso sia accaduto qui."

## I processi

### Processi e sentenze
Nel primo processo nell'agosto del 1990, gli imputati Yusef Salaam, Antron McCray, e Raymond Santana furono assolti dall'accusa di tentato omicidio, ma condannati per stupro, aggressione, rapina e disordini, sulla jogger e altri passanti a Central Park quella notte. Salaam e McCray avevano 15 anni e Santana 14, e ricevettero la condanna massima permessa per imputati così giovani, tra i 5 e i 10 anni in un centro di correzione giovanile. La giuria, composta da 4 bianchi, 4 afroamericani, 4 ispanici e un asiatico, si riunì per deliberare dieci giorni prima di rendere nota la sentenza.
Il secondo processo terminò nel dicembre 1990. Kevin Richardson, quattordicenne all'epoca dei fatti, fu condannato per tentato omicidio, stupro aggressione e rapina sulla jogger ed altri e condannato a scontare tra i 5 e i 10 anni. Korey Wise, sedicenne all'epoca dei fatti, fu condannato per abusi sessuali e aggressione sulla jogger ed altri, fu condannato a scontare tra i 5 e i 15 anni. Dopo il verdetto, Wise gridò al pubblico ministero: "Pagherai per questo. Gesù ti prenderà. Ti sei inventato tutto."
La jogger, quando prese la parola, disse: "Vi dirò una cosa: non mi sono piaciuti i difensori dei ragazzi, soprattutto quello che mi ha sottoposto a contraddittorio. Stava davanti alla mia faccia e, in sostanza, mi ha dato della puttana chiedendomi domande come 'Quando è stata l'ultima volta che hai fatto sesso con il tuo ragazzo?'" L'avvocato di Wise le chiese inoltre se era stata aggredita da altri uomini in precedenza, suggerendo che poteva essere stata aggredita da qualcuno che la conosceva, e che le sue ferite non erano così gravi come si credesse.
I giurati intervistati dopo il processo dissero che non erano convinti dalle confessioni, ma furono colpiti dalle prove presentate dall'accusa: sperma, erba, terriccio, e due capelli "compatibili con i capelli della vittima:6 recuperati dalle mutande di Richardson. Richardson fu condannato a scontare tra i 5 e i 10, e Wise, processato come adulto, tra i 5 e i 15 anni. Quattro condanne furono confermate in appello, mentre Santana non appellò. I 5 condannati passarono tra i 6 e i 13 anni in prigione.
Il caso attirò l'attenzione nazionale e fu soggetto a numerosi articoli e libri, sia durante il processo che dopo le condanne.

### Revoca delle condanne
Nel 2001 il già condannato stupratore e omicida seriale Matias Reyes, che stava scontando l'ergastolo per altri crimini, ma che non era stato collegato dalla polizia all'aggressione della Meili, incontrò Wise in una prigione situata a nord dello Stato di New York, l'Auburn Correctional Facility. Di conseguenza, Reyes dichiarò nel 2002 che era stato lui ad aggredire e stuprare la jogger quella notte, quando aveva 17 anni. Disse di aver agito da solo. All'epoca dell'attacco, lavorava in una drogheria ad East Harlem tra la Third Avenue e la 102ª, e viveva in un camion sulla strada. Descrisse nei dettagli l'attacco, dettagli che furono confermati da altre prove. Il DNA confermò che lo sperma trovato sopra e dentro la vittima era il suo. Esami del DNA ritrovati nelle mutande di Richardson smentirono che appartenessero alla vittima. La vittima era stata legata con la sua t-shirt in un modo che Reyes riutilizzò su sue successive vittime. Reyes non fu perseguito per l'aggressione alla Meili perché era già intervenuta la prescrizione. Reyes era stato condannato per lo stupro di 4 donne e l'omicidio di un'altra, e uno psichiatra a processo disse che era incapace di dire la verità. La confessione delle condanne più gli esami del DNA portarono l'ufficio del procuratore distrettuale a richiedere la revoca delle condanne. I sostenitori dei 5 ribadirono nuovamente che le loro confessioni erano state estorte. L'ufficio del procuratore distrettuale Robert M. Morgenthau scrisse:
Un confronto delle dichiarazioni mostra alcune discrepanze. ... le descrizioni date dagli imputati differiscono l'una dall'altra su dettagli specifici di quasi ogni aspetto rilevante del caso - chi ha iniziato l'aggressione, chi ha buttato a terra la vittima, chi l'ha spogliata, chi l'ha colpita, chi l'ha trattenuta, chi l'ha stuprata, che armi sono state usate nel corso dell'attacco, e quando la sequenza degli eventi ha avuto luogo... le dichiarazioni fornite dagli imputati non sono corroborate, da alcuna prova. E alcune delle loro dichiarazioni erano semplicemente contrarie ai fatti stabiliti.
Il procuratore distrettuale Morgenthau ritirò le accuse. Basandosi sulla confessione di Reyes e sugli esami del DNA chiese inoltre che le condanne fossero revocate. Alla luce di "circostanze straordinarie" del caso, l'accusa suggerì oltre alla revoca delle condanne per l'aggressione alla Meili, anche le condanne degli altri crimini commessi quella notte. Questo perché le confessioni sugli altri crimini avvennero nello stesso momento di quelle fatte per l'attacco alla Meili. Se le nuove prove fossero state disponibili al primo processo, la giuria si sarebbe chiesta se ci fosse stata una parte della confessione degli imputati credibile. La richiesta di Morgenthau di revocare le condanne fu duramente ostacolata da Linda Fairstein, che aveva partecipato al primo processo ma che da allora aveva lasciato l'ufficio del procuratore distrettuale. Le condanne dei cinque furono revocate dal giudice della Corte Suprema di New York Charles J. Tejada il 19 dicembre 2002. Come richiesto da Morgenthau, Tejada revocò le condanne per tutti i crimini per i quali i cinque erano stati condannati.

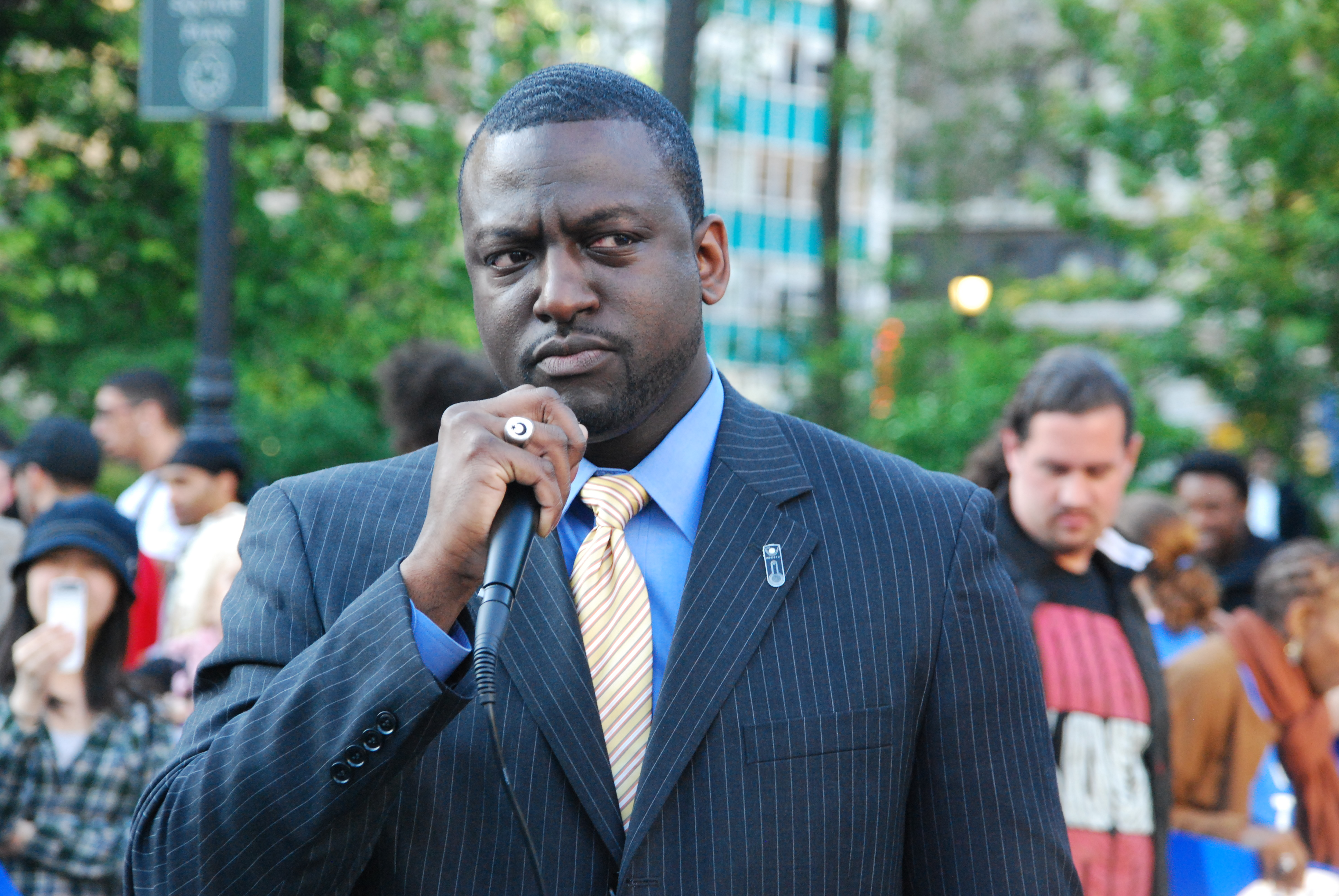
Yusef Salaam nel 2009

Nonostante le analisi effettuate dall'ufficio del procuratore distrettuale di New York, secondo gli investigatori gli ex imputati erano stati "molto probabilmente" complici nello stupro e nella condanna della Meili. I medici che l'avevano curata per primi dissero che alcune delle sue ferite erano incompatibili con l'attacco di una sola persona. (Le loro dichiarazioni furono contraddette nel processo del 1990 da un patologo forense e dal medico capo della città di New York, entrambi conclusero infatti che era impossibile stabilire dalle ferite quante persone avessero partecipato all'attacco). Il commissario di polizia Raymond Kelly dichiarò che lo staff di Morgenthau aveva negato ai suoi uomini l'accesso a "prove importanti" necessarie per condurre indagini accurate. Tuttavia nessuna azione disciplinare è stata mai presa contro i componenti dell'ufficio del procuratore distrettuale.
Tutti e cinque i condannati avevano finito di scontare le loro condanne quando le stesse furono revocate a Tejada. Solo uno, Santana, rimase in carcere, condannato per un crimine non collegato a quelli contro la Meili, nonostante per il suo avvocato la condanna per tale crimine era stata estesa in quanto Santana era stato condannato per l'aggressione alla jogger. Tutti e cinque furono rimossi dal registro dei condannati per reati sessuali dello Stato di New York.

### L'Armstrong Report
Il capo della polizia di New York Raymond Kelly incaricò tre avvocati nel 2002 di revisionare il processo. Il team era formato da tre avvocati di primo piano, Michael F. Armstrong, ex consulente capo della Commissione Knapp che aveva indagato sulla corruzione della polizia di New York negli anni settanta, Jules Martin, vicepresidente della New York University, e Stephen Hammerman, vice commissario di polizia per gli affari legali. Il gruppo rilasciò un report di 43 pagine nel gennaio 2003.
I tre avvocati contestarono la dichiarazione di Reyes secondo il quale sarebbe stato l'unico a stuprare la jogger. Nel report veniva ribadito come "non c'è nulla che le sue dichiarazioni non provate" a mostrare che aveva agito da solo. Armstrong scrisse che il gruppo riteneva "che le parole di uno stupratore seriale non sono da prendere seriamente in considerazione."
Il report concludeva che i 5 uomini le cui condanne erano state revocate "molto probabilmente" avevano partecipato allo stupro della ragazza e che "lo scenario più probabile" era che "sia gli imputati che Reyes la avevano aggredita, forse successivamente." Secondo il report Reyes "o partecipò all'attacco mentre stava finendo o attese fino a che i cinque se ne erano andati, prima di raggiungere la ragazza, stuprarla e infliggerle le ferite che l'avevano quasi portata alla morte."

Sui cinque imputati, il report recitava:
"Riteniamo che le contraddizioni presenti nelle loro dichiarazioni non minino completamente la loro credibilità. D'altro canto, le varie descrizioni dell'aggressione combaciano in alcuni aspetti: è stata buttata a terra, portata nel bosco, colpita e abusata da varie persone, stuprata da alcuni mentre altri la tenevano ferma, e lasciata incosciente e nuda."
 "Sembra impossibile che non fossero lì, perché sapevano troppe cose," disse Armstrong in un'intervista.

## Controversie

### Cause contro la città e lo Stato da parte degli uomini la cui condanna fu revocata
Nel 2003 Kevin Richardson, Raymond Santana Jr. e Antron McCray fecero causa per 250 milioni di dollari per prosecuzione malevola, discriminazione razziale e stress emotivo. La città per un decennio rifiutò di discutere la causa, perché dal momento che "le confessioni erano state oggetto di esami minuziosi, in udienze preprocessuali complete e imparziali e a due processi" le condanne erano state basate su fondati indizi. Gli avvocati di New York sotto l'allora sindaco Michael Bloomberg credevano che avrebbero vinto il caso.
Mentre era candidato sindaco di New York City in 2013, Bill de Blasio disse che si sarebbe impegnato a far discutere la causa se fosse stato eletto. Il regista Ken Burns dichiarò nel novembre 2013 che il sindaco de Blasio aveva accettato di discutere la causa. Un accordo per la causa di 41 milioni di dollari, supportato dal sindaco De Blasio, fu approvato da un giudice federale il 5 settembre 2014. Santana, Salaam, McCray, e Richardson avrebbero ricevuto 7.1 milioni di dollari dalla città per i loro anni passati in prigione, mentre Wise avrebbe ricevuto 12.2 milioni. La città non ammise alcun illecito durante l'accordo. L'accordo prevedeva approssimativamente 1 milione di dollari per ogni anno di prigione degli uomini.
Ulteriori 52 milioni di dollari di risarcimento sono ancora richiesti dagli ex condannati davanti alla New York Court of Claims, con giudice Alan Marin. Parlando della seconda causa contro lo Stato, Santana ha detto: "Quando hai una persona che è stata esonerata da un crimine, la città non prevede nessun aiuto per riportarlo nella società. L'unica cosa che ti rimane fare è questa — così puoi ricevere dei soldi per poter sopravvivere."

### Pena di morte

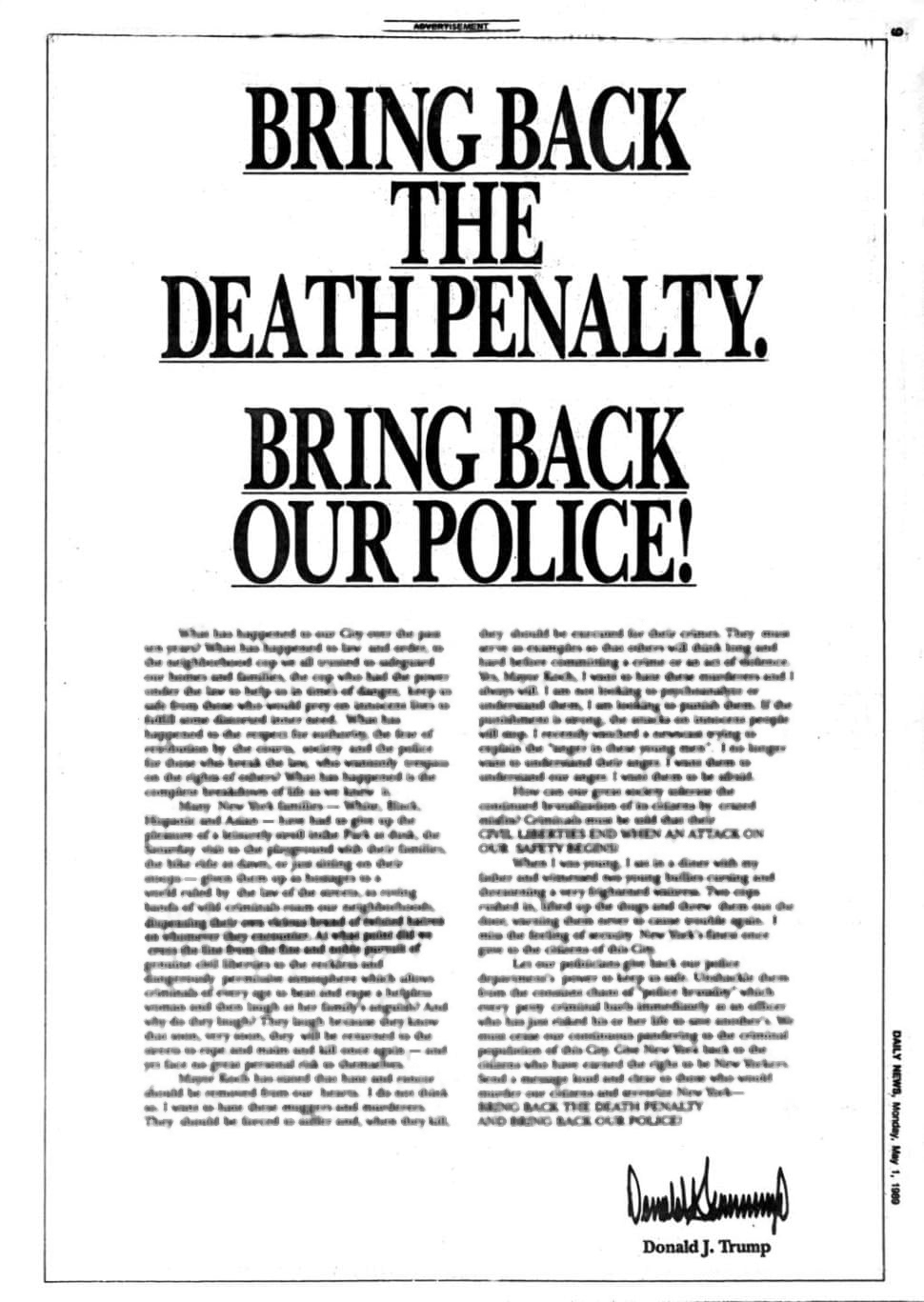
Pagina di Donald Trump sui quattro principali giornali di New York auspicando il ritorno della pena di morte nello Stato

Il 1º maggio 1989 Donald Trump acquistò una pagina sui quattro principali giornali di New York auspicando il ritorno della pena di morte nello Stato. Trump disse che voleva che i criminali di qualsiasi età accusati di aver picchiato e stuprato la jogger a Central Park 12 giorni prima fossero spaventati. La pubblicità costò circa 85.000 dollari e diceva in parte, "Il sindaco [Ed] Koch ha dichiarato che l'odio e il rancore devono essere rimossi dai nostri cuori. Non la penso così. Io voglio odiare questi aggressori e assassini. Devono soffrire. Si, sindaco Koch, voglio odiare questi assassini e sempre li odierò. Come può la nostra grande società continuare a tollerare questi continui pericoli per i suoi cittadini da parte di pazzi disadattati? Ai criminali dev'essere detto che le loro LIBERTÀ CIVILI FINISCONO QUANDO INIZIA UN ATTACCO ALLA NOSTRA SOCIETÀ!"
Gli avvocati dei cinque condannati dissero che la lettera aveva infiammato l'opinione pubblica. Dopo che Reyes confessò il crimine e disse di aver agito da solo, uno degli avvocati, Michael W. Warren, dichiarò, "Credo che Donald Trump almeno debba delle scuse a questa comunità, a questi giovani uomini e alle loro famiglie." Proteste si tennero fuori dalla Trump Tower nell'ottobre 2002 con cori come, "Trump è un idiota!" Trump non si scusò, dicendo, "Non mi importa se fanno i picchetti. Mi piacciono i picchetti."
Nel giugno 2014, dopo che la città annunciò un accordo per più di 40 milioni di dollari contro i cinque ex condannati, Trump scrisse in un editoriale del New York Daily News che l'accordo era stato "una disgrazia" e insistette sul fatto che la colpevolezza del gruppo era ancora molto probabile: "Un accordo non vuol dire essere innocenti. Parlate agli investigatori e cercate di ascoltare i fatti. Questi giovani non hanno esattamente un passato da angioletti."
Secondo il quotidiano britannico The Guardian, il caso e l'attenzione dei media riflettono il razzismo percepito in quel periodo; un caso simile riguardante una donna afroamericana, stuprata lo stesso giorno a Brooklyn sul tetto di un palazzo, ricevette ben poca copertura da parte dei media.

## Influenza culturale

### Documentario
La figlia del regista di documentari Ken Burns, Sarah Burns, e il marito David McMahon hanno presentato The Central Park Five, un documentario sul caso, al Festival di Cannes nel maggio 2012. Fu ispirato alla tesi di Sarah Burns sul razzismo dei media nella copertura degli eventi. Sarah Burns aveva lavorato un'estate come assistente legale nell'ufficio di uno degli avvocati che lavorava per uno dei condannati.
Ken Burns, che paragonò il caso a quello degli Scottsboro Boys, disse che sperava che il documentario spingesse la città a fargli causa.
Il 12 settembre 2012, gli avvocati della città di New York City citarono in giudizio la compagnia della produzione per aver avuto accesso ai filmati originali in relazione alla causa federale iniziata dai 5 condannati contro la città. Celeste Koeleveld, assistente esecutivo del consiglio per la pubblica sicurezza della città, giustificò la citazione sul fatto che il documentario "aveva superato la linea tra giornalismo e avvocatura" per gli uomini erroneamente condannati. Nel febbraio 2013, il giudice Ronald L. Ellis respinse la citazione in giudizio da parte della città.

### Serie televisiva
Nel 2019, prodotta da Netflix, esce la miniserie When They See Us, ispirata dai cinque adolescenti neri, noti come i cinque di Central Park, condannati per uno stupro mai commesso. Partendo dal 1989, quando i ragazzi vengono inizialmente interrogati a proposito dell'incidente, la serie ripercorre un periodo di 25 anni, evidenziando il momento in cui i cinque vengono scagionati nel 2002 e il risarcimento concesso dalla città di New York nel 2014.